# Ranunculus neapolitanus
Ranunculus neapolitanus Ten. – gatunek rośliny z rodziny jaskrowatych (Ranunculaceae Juss.). Występuje naturalnie w Afryce Północnej, środkowej i wschodniej części Europy Południowej oraz w Azji Zachodniej. Epitet gatunkowy neapolitanus pochodzi z łaciny i oznacza neapolitański, od Neapolu, miasta we Włoszech. 

## Rozmieszczenie geograficzne
Rośnie naturalnie w Afryce Północnej, Europy Południowej oraz w Azji Zachodniej. W Europie Zachodniej został zaobserwowany we Włoszech, Chorwacji oraz Grecji. W Zaji Zachodniej występuje między innymi w Turcji i Armenii. We Włoszech został zarejestrowany we wszystkich regionach z wyjątkiem Doliny Aosty, Piemontu, Trydentu-Górnej Adygi i Emilii-Romanii. Występuje między innymi w Parku Narodowym Alta Murgia. Na Cyprze jest gatunkiem autochtonicznym, jednak wyginął na większym obszarze ten wyspy. 

## Morfologia
PokrójBylina o owłosionych pędach. Dorasta do 20–50 cm wysokości. Korzenie są grube i wrzecionowate.
LiścieLiście odziomkowe są szeroko jajowate w zarysie, głęboko potrójnie klapowane (niemal do nasady liścia). Klapy mają stożkowaty kształt – najszersze przy wierzchołku i zwężające się w kierunku nasady. Brzegi są ząbkowane. Liście łodygowe są małe i wąskie.
KwiatySą zebrane w kwiatostanach. Dorastają do 15–25 mm średnicy. Działki kielicha są odwinięte od momentu otwarcia się kwiatu. Dno kwiatowe jest delikatnie owłosione. Osadzone są na rowkowanych lub bruzdowanych szypułkach.
OwoceNagie niełupki z trójkątnym dziobem o długości 0,5–0,75 mm.
Gatunki podobneRoślina jest podobna do R. macrophyllus, ale łodyga kwiatowa jest rowkowana, a działki kielicha od odwinięte.

## Biologia i ekologia
Rośnie na pagórkach, w miejscach wilgotnych, w lasach na bagnach oraz na brzegach rzek i rowów. Występuje na wysokości do 1200 m n.p.m. Kwitnie od maja do sierpnia. Preferuje stanowiska w cieniu. Dobrze rośnie na wapiennym podłożu. Kwitnie od kwietnia do czerwca. Świeże części rośliny są trujące – zawierają protoanemoninę. 